# Round midnight (álbum)
Round midnight es un álbum en vivo  de Betty Carter. Fue grabado en el mismo concierto de 1969 así como también su álbum Finally, Betty Carter. No debe ser confundido con el álbum de estudio de 1963 que se tituló de la misma forma.

## Lista de canciones
1. "Do Something" (Bud Green, Sam H. Stept) – 2:52
2. "Ev'ry Time We Say Goodbye" (Cole Porter) – 5:45
3. "My Shining Hour" (Harold Arlen, Johnny Mercer) – 2:35
4. "Something Wonderful" (Richard Rodgers, Oscar Hammerstein II) – 6:31
5. "What's New?" (Bob Haggart, Johnny Burke) – 2:38
6. "By the Bend of the River" (Clara Edwards, Bernhard Haig) – 1:36
7. "I'm Pulling Through" (Arthur Herzog Jr., Irene Wilson) – 4:28
8. "'Round Midnight" (Bernie Hanighen, Thelonious Monk, Cootie Williams) – 5:45
9. "The Surrey with the Fringe on Top" (Rodgers, Hammerstein) – 8:25

## Músicos
Grabado el 6 de diciembre de 1969 en Judson Hall, Ciudad de Nueva York, Nueva York, EE. UU.:
- Betty Carter - Vocalista
- Norman Simmons - piano
- Lisle Atkinson - Bajos
- Al Harewood - percusión

- Datos: Q7371086